# Statist
Statist je naziv za nijemog glumca u kazališnoj predstavi, televizijskoj seriji ili filmu. 
U prenesenom značenju predstavlja beznačajnog čovjeka ili pokornog izvršitelja naloga (tzv. pijuna).